# Lac Capichinatoune
Lac Capichinatoune är en sjö i Kanada.   Den ligger i regionen Nord-du-Québec och provinsen Québec, i den östra delen av landet, 700 km norr om huvudstaden Ottawa. Lac Capichinatoune ligger 358 meter över havet. Arean är 11,4 kvadratkilometer. Den sträcker sig 12,8 kilometer i nord-sydlig riktning, och 7,5 kilometer i öst-västlig riktning.
Trakten runt Lac Capichinatoune är nära nog obefolkad, med mindre än två invånare per kvadratkilometer.